# Дуб черешчатий (Бакай)
Дуб чере́шчатий — ботанічна пам'ятка природи місцевого значення в Україні. Розташована в межах Решетилівського району Полтавської області, на околиці села Бакай. 
Площа 0,3 га. Статус надано згідно з рішенням облради від 28.02.1995 року. Перебуває віданні Малобакайської сільської ради. 
Статус надано для збереження одного екземпляра дуба черешчатого. Вік дерева — понад 150 років, діаметр стовбура станом на 2021 рік становить 377 см. Дерево рясно плодоносить. Є багато сухих гілок.